# بطولة أوروبا لكرة الماء 1950
بطولة أوروبا لكرة الماء 1950 كان الموسم السابع من بطولة أوروبا لكرة الماء، وجرت المنافسات في فيينا النمسا، ونظمت من قبل الاتحاد الأوروبي للسباحة.

## النتائج
| م       | المنتخب    |
| ------- | ---------- |
| ذهبية   | هولندا     |
| فضية    | السويد     |
| برونزية | يوغوسلافيا |
| 4       | إيطاليا    |
| 5       | النمسا     |
| 6       | فرنسا      |
| 7       | سويسرا     |
| 8       |            |
| 9       |            |
| 10      |            |